# Laura Granville
Laura Granville (Chicago, 12 mei 1981) is een voormalig tennisspeelster uit de Verenigde Staten van Amerika. Toen zij vier jaar was begon zij met tennis. Zij speelt rechtshandig en heeft een tweehandige backhand. Zij was actief in het internationale tennis van 1997 tot in 2010.

## Loopbaan
Haar eerste ITF-toernooi speelde Granville in 1997 als amateur. Zij werd professional in 2001, en speelde datzelfde jaar drie ITF-finales. Een jaar later won zij tweemaal een ITF-toernooi. In haar totale loopbaan won zij negen enkelspeltitels en zes dubbelspeltitels, alle op het ITF-circuit.
Op de WTA-tour behaalde zij twee dubbelspeltitels. In het enkelspel stond zij één keer in de finale, op het toernooi van Vancouver in 2004.
Haar beste resultaat op de grandslamtoernooien is het bereiken van de vierde ronde op Wimbledon 2002 (waar zij als kwalificante verloor van Amélie Mauresmo) en op Wimbledon 2007 (waar zij verloor van Michaëlla Krajicek).
Haar hoogste positie op de WTA-enkelspelranglijst is de 28e plek, die zij bereikte in juni 2003.
Granville studeerde aan de Stanford-universiteit, waar zij het record van 58 opeenvolgende enkelspeloverwinningen op haar naam heeft staan.

## Posities op deWTA-ranglijst
Positie per einde seizoen:
| jaar | rang enkelspel | rang dubbelspel |
| ---- | -------------- | --------------- |
| 1999 | 858            | –               |
| 2001 | 227            | 618             |
| 2002 | 47             | 175             |
| 2003 | 46             | 88              |
| 2004 | 76             | 64              |
| 2005 | 61             | 66              |
| 2006 | 70             | 108             |
| 2007 | 65             | 66              |
| 2008 | 374            | 179             |
| 2009 | 304            | 244             |
| 2010 | 426            | 136             |

## Palmares
| Legenda                | Legenda                  |
| ---------------------- | ------------------------ |
| Grandslamtoernooi      |                          |
| Olympische Spelen      |                          |
| Year-End Championships |                          |
| tot 2009               | 2009 – 2020 / vanaf 2021 |
| Tier I                 | Premier Mandatory        |
| Tier II                | Premier Five / WTA 1000  |
| Tier III               | Premier / WTA 500        |
| Tier IV & V            | International / WTA 250  |
|                        | Challenger / WTA 125     |

### WTA-finaleplaatsen enkelspel
| nr.              | finale     | toernooi      | ondergrond | tegenstandster   | score         |         |
| ---------------- | ---------- | ------------- | ---------- | ---------------- | ------------- | ------- |
| gewonnen finales |            |               |            |                  |               |         |
| geen             |            |               |            |                  |               |         |
| verloren finales |            |               |            |                  |               |         |
| 1.               | 2004-08-15 | WTA Vancouver | hardcourt  | Nicole Vaidišová | 6-2, 4-6, 2-6 | details |

### WTA-finaleplaatsen vrouwendubbelspel
| nr.              | finale     | toernooi        | ondergrond    | partner          | tegenstandsters                    | score         |         |
| ---------------- | ---------- | --------------- | ------------- | ---------------- | ---------------------------------- | ------------- | ------- |
| gewonnen finales |            |                 |               |                  |                                    |               |         |
| 1.               | 2005-07-24 | WTA Cincinnati  | hardcourt     | Abigail Spears   | Květa Peschke María Emilia Salerni | 3-6, 6-2, 6-4 | details |
| 2.               | 2006-11-05 | WTA Québec      | tapijt (i)    | Carly Gullickson | Jill Craybas Alina Zjidkova        | 6-3, 6-4      | details |
| verloren finales |            |                 |               |                  |                                    |               |         |
| 1.               | 2003-05-24 | WTA Straatsburg | gravel        | Jelena Kostanić  | Sonya Jeyaseelan Maja Matevžič     | 4-6, 4-6      | details |
| 2.               | 2005-02-19 | WTA Memphis     | hardcourt (i) | Abigail Spears   | Miho Saeki Yuka Yoshida            | 3-6, 4-6      | details |
| 3.               | 2010-01-09 | WTA Auckland    | hardcourt     | Natalie Grandin  | Cara Black Liezel Huber            | 6-7, 2-6      | details |

## Resultaten grandslamtoernooien
| Legenda | Legenda                          |
| ------- | -------------------------------- |
| g.t.    | geen toernooi gehouden           |
| l.c.    | lagere categorie                 |
| –       | niet deelgenomen                 |
| G       | uitgeschakeld in de groepsfase   |
| 1R      | uitgeschakeld in de eerste ronde |
| 2R      | uitgeschakeld in de tweede ronde |
| 3R      | uitgeschakeld in de derde ronde  |
| 4R      | uitgeschakeld in de vierde ronde |
| KF      | uitgeschakeld in de kwartfinale  |
| HF      | uitgeschakeld in de halve finale |
| F       | de finale verloren               |
| W       | het toernooi gewonnen            |
| w-v     | winst/verlies-balans             |

### Enkelspel
| toernooi        | 1998 | 1999 |    | 2001 | 2002 | 2003 | 2004 | 2005 | 2006 | 2007 | 2008 | 2009 |
| --------------- | ---- | ---- | -- | ---- | ---- | ---- | ---- | ---- | ---- | ---- | ---- | ---- |
| Australian Open | –    | –    | –  | –    | 1R   | 3R   | 1R   | 3R   | 2R   | 1R   | –    |      |
| Roland Garros   | –    | –    | –  | –    | 3R   | 1R   | –    | 1R   | 1R   | –    | –    |      |
| Wimbledon       | –    | –    | –  | 4R   | 3R   | 1R   | 2R   | 2R   | 4R   | –    | –    |      |
| US Open         | 2R   | 1R   | 1R | 1R   | 2R   | 1R   | 3R   | 1R   | 2R   | –    | 1R   |      |

### Vrouwendubbelspel
| toernooi        | 2001 | 2002 | 2003 | 2004 | 2005 | 2006 | 2007 | 2008 | 2009 |
| --------------- | ---- | ---- | ---- | ---- | ---- | ---- | ---- | ---- | ---- |
| Australian Open | –    | –    | –    | 2R   | 1R   | 1R   | 1R   | 2R   | –    |
| Roland Garros   | –    | –    | 1R   | 1R   | 1R   | 1R   | 2R   | –    | –    |
| Wimbledon       | –    | –    | 3R   | 1R   | 2R   | 1R   | 3R   | –    | –    |
| US Open         | 1R   | 2R   | 2R   | 3R   | 1R   | 2R   | 1R   | –    | 1R   |

### Gemengd dubbelspel
| toernooi        | 2004 | 2005 |
| --------------- | ---- | ---- |
| Australian Open | –    | –    |
| Roland Garros   | –    | –    |
| Wimbledon       | –    | –    |
| US Open         | 1R   | 1R   |